# Gundagai
Gundagai est un village sur le Murrumbidgee, à la limite de la Riverina, une région au sud de la Nouvelle-Galles du Sud en Australie, à 397 km au sud-ouest de Sydney. Sa population en 2006 était de 1 998 habitants.
La région était occupée par les Wiradjuri avant l'arrivée des Européens et le nom de la ville est d'origine aborigène, quoique le sens n'en soit pas connu avec précision.
La ville a été plusieurs fois dévastée par les inondations de la rivière. En 1852, quatre aborigènes ont sauvé une quarantaine d'Européens, ce qui a modifié profondément les relations entre les deux populations.
L'économie de la ville est dominée par le tourisme, l'élevage (ovins et bovins), la culture de céréales, luzerne et maïs.
Le sous-sol de la région abrite de l'or et de l'amiante.

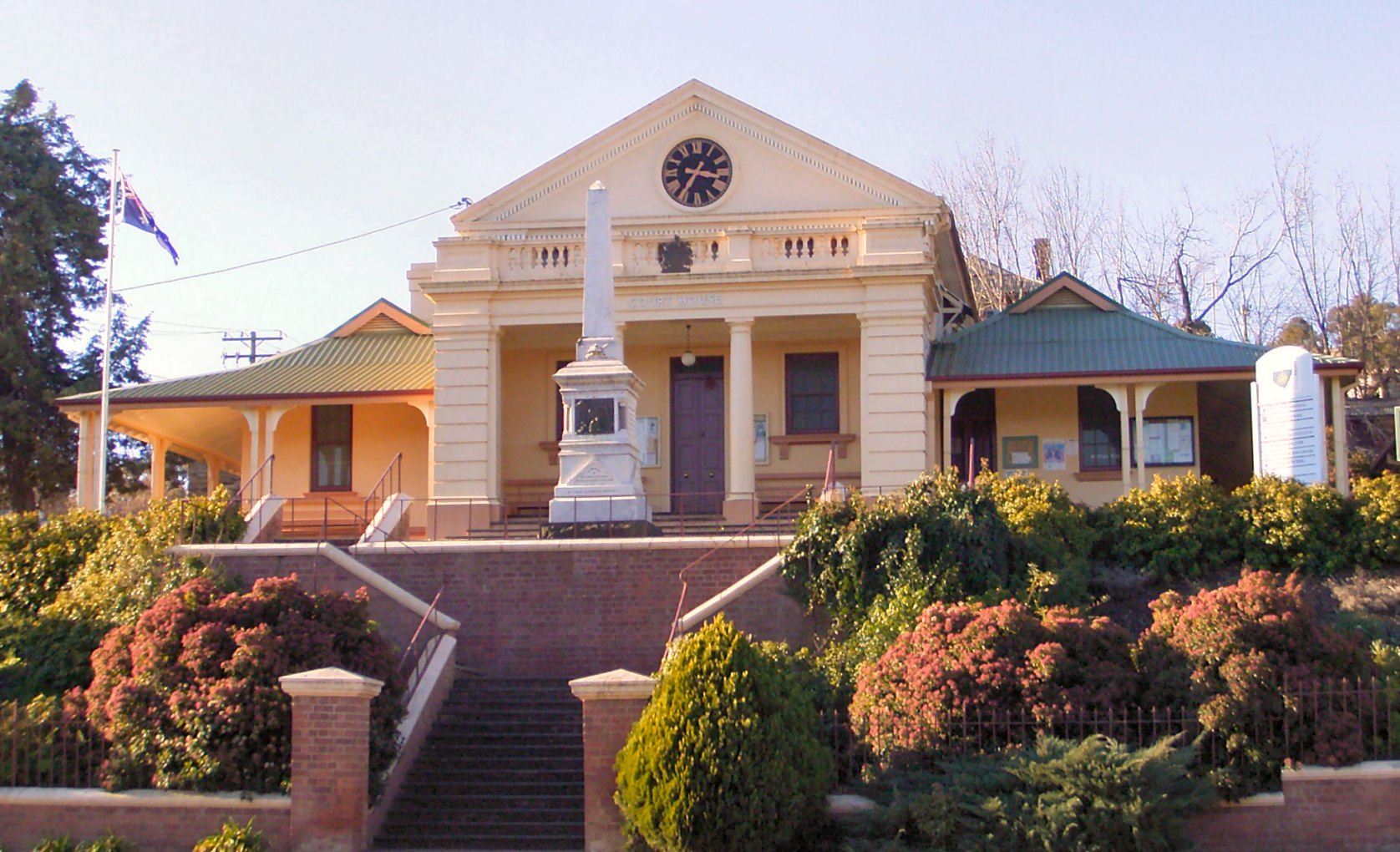
Le palais de justice de Gundagai.

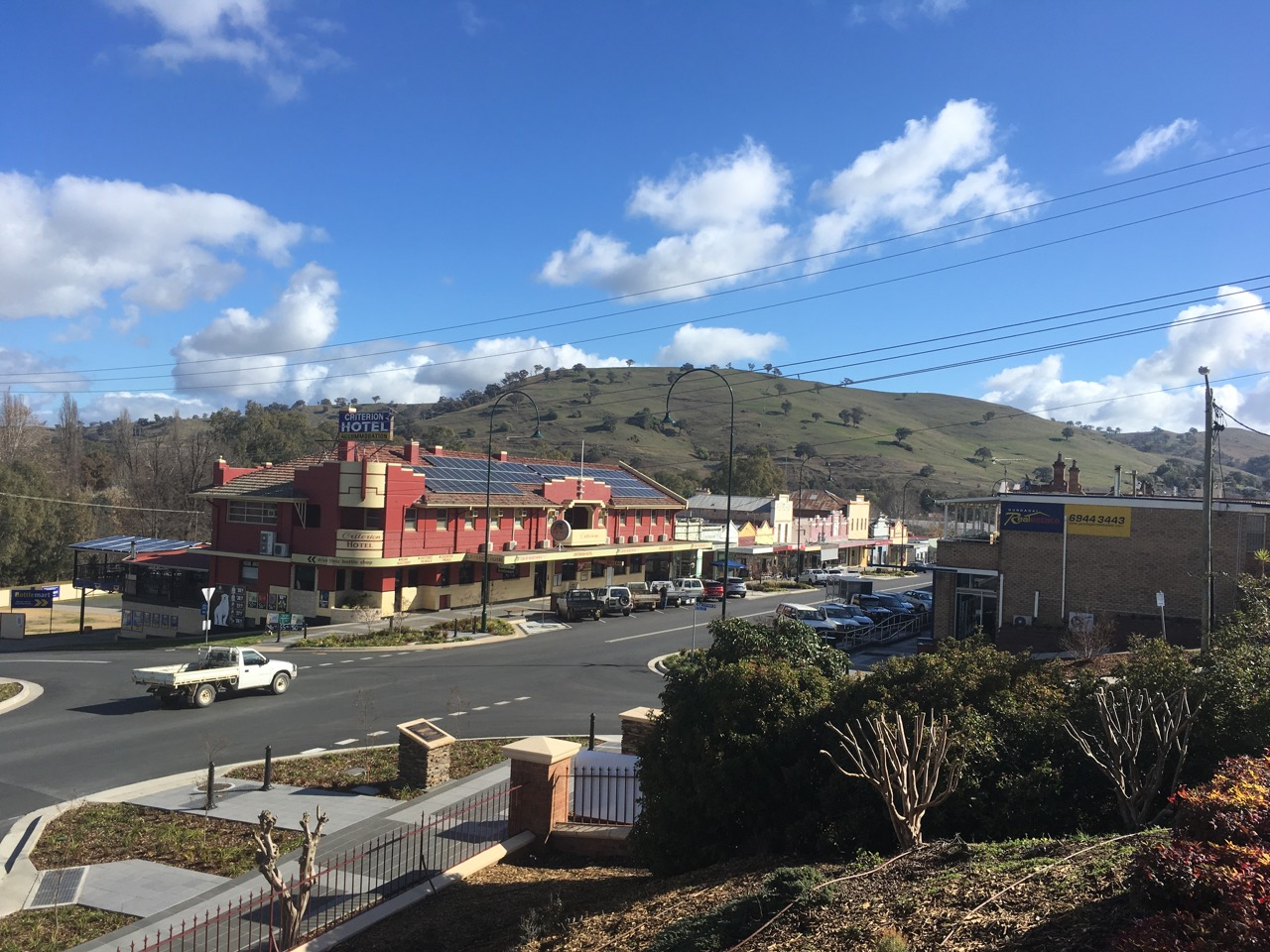
Rue principale de Gundagai